# A113 (Russland)
Die A113 Zentraler Autobahnring (ZKAD) (russisch Центральная кольцевая автомобильная дорога (ЦКАД), Zentralnaja kolzewaja awtomobilnaja doroga; auch Zentrale Ringautobahn) ist eine teilweise mautpflichtige Autobahn (teils autobahnähnlich) in Russland mit dem Status einer Fernstraße föderaler Bedeutung. Sie verläuft auf dem Territorium der Oblast Moskau sowie der Stadt Moskau. Die A113 ist zwischen der Autobahn M11 und der Schnellstraße M12 ein Teil des Westeuropa-Westchina-Verkehrskorridors.
Die Trasse des geschlossenen, 339 km langen Ringes folgt weitgehend der bestehenden Ringstraße A107. Im südwestlichen Teil, zwischen den Kreuzungen mit der A130 und der M3 zweigt ein weiter entfernt von Moskau westlich um die Stadt verlaufender Teilring ab. Ab der Kreuzung mit der M1 zwischen Kubinka und Moschaisk folgt dieser bis nordöstlich von Klin in etwa dem „Großen Ring“ A108.
Ursprünglich geplanter Baubeginn war 2011; er wurde später auf 2014 verschoben, und am 26. August 2014 fand Grundsteinlegung im Beisein des Moskauer Bürgermeisters Sergei Sobjanin und des Gouverneurs der Oblast Moskau Andrei Worobjow statt. Die Arbeiten im größeren Umfang begannen im Sommer 2015.
Anfang 2017 waren die westliche Hälfte des Ringes zwischen der M4 und der M10/M11 sowie der äußere Teilring bis zur M1 im Bau (Abschnitte 1/rot und 5/blau auf der Karte).
Als Termin der Inbetriebnahme des ersten Abschnitts wird 2018[veraltet] angegeben; der Termin der vollständigen Eröffnung wurde von zunächst 2022 auf 2025 verschoben. Die Gesamtkosten werden mit mindestens 300 Milliarden Rubel angegeben. Am 8. Juli 2021 wurde Die Trasse des geschlossenen, 339 km langen Ringes durch den russischen Präsidenten Wladimir Putin eröffnet. Die restlichen 186 km befinden sich zurzeit in der Planungsphase. Mit einem Baubeginn ist frühestens 2025 zu rechnen. Der mautpflichtige Abschnitt der A113 wird von Awtodor betrieben. Die Erhebung der Mautgebühren erfolgt über das Free-Flow-Mautsystem.
Der Autobahnring erhielt seine Nummer A113 im Jahr 2010. Seit der Nummerierung des sowjetischen Fernstraßennetzes hatte zuvor eine andere Straße diese Nummer getragen: die Verbindung Jaroslawl – Kostroma – Iwanowo – Wladimir nordöstlich von Moskau. Bereits in den 1990er-Jahren wurden die Abschnitte Jaroslawl – Kostroma der M8 sowie Iwanowo – Wladimir der M7 als Zweigstrecken zugeschlagen. Der verbleibende Abschnitt Kostroma – Iwanowo trug die Nummer A113 bis 2010, als er die neue Nummer R600 bekam.